# Melanagromyza avicenniae
Melanagromyza avicenniae är en tvåvingeart som beskrevs av Spencer 1977. Melanagromyza avicenniae ingår i släktet Melanagromyza och familjen minerarflugor. Inga underarter finns listade i Catalogue of Life.